# گرونائوسور
گرونائوسور(نام علمی: Gronausaurus) نام یک سرده از راسته پلسیوسور است.